# Савона (округ)
Округ Савона (итал. Provincia di Savona) је округ у оквиру покрајине Лигурија у северозападној Италији. Седиште округа и највеће градско насеље је истоимени град Савона.
Површина округа је 1.545 км², а број становника 285.066 (2008. године).

## Природне одлике
Округ Савона се налази у северозападном делу државе, са изласком на Тиренско море (Ђеновски залив). Цела површина округа је са веома покренутим тереном. Јужни део округа је приморски (ривијера), густо насељен и привредно активнији. Северни део је планински (област Лигуријских Алпа), мање активан и слабо насељен. Већих водотока нема.
Област округа представља једну од најпознатијих и најлуксузнијих ривијера на свету, тзв. "Ривијера цвећа" (итал. Riviera dei Fiori) са низом сликовитих градића.

## Становништво
По последњим проценама из 2008. године у округу Савона живи преко 280.000 становника. Густина насељености је велика, близу 200 ст/км². Посебно је густо насељено уско приморско подручје.
Поред претежног италијанског становништва у округу живе и велики број досељеника из свих делова света.

## Општине и насеља
У округу Савона постоји 69 општина (итал. Comuni).
Најважније градско насеље и седиште округа је град Савона (62.000 ст.), а други по значају и величини је град Албенга (24.000 ст.) у јужном делу округа.